# سيه سي بن
C'est si bon، وتلفظ ‎/s‿ɛ si bɔ̃/‏، أغنية لحنها هنري بتي عام 1947 وكتبها أندري أرني. من أشهر من غناها إيرثا كيت. ترجمها دجري سيلن للإنجليزية وغنيت بها وسميت It's So Good، تلفظ ‎/ɪts soʊ gʊd/‏.